# Norman Pirie
Norman Wingate (Bill) Pirie (Torrance (Schotland), 1 juli 1907 – Harpenden, 29 maart 1997) was een Brits biochemicus en viroloog.
Pirie ontdekte in 1936 samen met Frederik Bawden dat een virus kan worden gekristalliseerd door tabaksmozaïekvirus te isoleren. Dit was een belangrijke stap in het begrijpen van DNA en RNA.

## Academisch leven
Pirie volgde zijn studie aan de Universiteit van Cambridge, waar hij van 1932 tot 1940 terugkeerde om les te geven. Later vervoegde hij zich bij het agrarisch onderzoeksbureau Rothamsted Experimental Station. In 1947 werd Pirie daar benoemd tot hoofd biochemie. Pirie werd in 1949 verkozen tot Fellow of the Royal Society. Daar mocht hij de Leeuwenhoek Lecture houden in 1963 en won hij in 1971 de Copley Medal.
- Bibliothèque nationale de France: cb12388025w (data)
- Gemeinsame Normdatei: 128176849
- International Standard Name Identifier: 0000 0001 1076 9321
- Library of Congress Control Number: n50011045
- Nationale Bibliotheek van Israël: 987007463619705171
- Nederlandse Thesaurus van Auteursnamen: 100049605
- Istituto Centrale per il Catalogo Unico: CUBV107033
- SNAC: w6dk5j38
- Système universitaire de documentation: 032954735
- Virtual International Authority File: 92385371
- WorldCat: E39PBJfRGp3TXDrMFqtvxyBpT3